# Sibylle Ehrismann
Sibylle Ehrismann (* 1962 in Wetzikon) ist eine Schweizer Kirchenmusikerin (Organistin), Kuratorin und Musikpublizistin mit Schwerpunkt Neue Musik.
Ehrismann entstammt einer Musikerfamilie in Wetzikon. Nach der Matura (Typ B) 1981 und einem Auslandsjahr in Australien studierte sie Germanistik und Musikwissenschaft an der Universität Zürich (lic. phil. I). Von 1987 bis 1992 war sie Chefredaktorin der Schweizerischen Chorzeitung. Von 1991 bis 1998 war sie für die Öffentlichkeitsarbeit des Schweizer Musikrats zuständig. 1997 gründete sie das Kreativ-Büro Artes. Gemeinsam mit Verena Naegele verantwortet sie dort dokumentarische Musikausstellungen. Von 1994 bis 2006 war sie Mitglied der Musikkommission des Präsidialdepartements Zürich und von 1996 bis 2001 Präsidentin der Musikkommission des Aargauer Symphonie Orchesters; zuvor arbeitete sie bereits für die Programmheft-Redaktion des Orchesters. 2008 erwarb sie ein Diplom C als Organistin. Seit 2011 ist sie als Organistin in der Reformierten Kirchgemeinde Buchs-Rohr tätig.
Seit 2016 publiziert sie regelmässig Beiträge zu musikalischen Themen in der Schweizer Tageszeitung Der Landbote.

## Schriften (Auswahl)
- Schweizer Komponistinnen der Gegenwart. Eine Dokumentation. Hg. vom Frauenmusik-Forum, Musik-Hug, Zürich 1985, ISBN 3-906415-96-1 (Redaktion mit Thomas Meyer).
- Werner Wehrli. Komponist zwischen den Zeiten. Hg. von der Aargauischen Kulturstiftung Pro Argovia, AT-Verlag, Aarau 1992, ISBN 3-85502-445-6 (mit Kristina Ericson und Walter Labhart).
- Arthur Honegger: 1892, 1992 [zum 100. Geburtstag]; Katalog der Ausstellung; Le Havre: Musée des Beaux-Arts André Malraux, 10. März–13. April 1992; Zürich: Museum Strauhof, 22. August–13. September 1992. Hug, Zürich 1992, ISBN 3-906415-86-4 (Katalogbearbeitung und Redaktion).
- Fünfzig Jahre Collegium Musicum Zürich: Leitung Paul Sacher; die Konzerte des Kammerorchesters Collegium Musicum Zürich 1941/42–1991/92. Atlantis-Musikbuch-Verlag, Zürich [u. a.] 1994, ISBN 3-254-00187-7 (Redaktion).
- Ansichten eines Weitsichtigen. Paul Hindemith und die Schweiz. Publikation zur Ausstellung der Präsidialabteilung der Stadt Zürich, Stadthaus Zürich, 30. Januar–28. März 1996. Hg. vom Schweizer Musikrat, Musik Hug, Zürich 1996, ISBN 3-906415-75-9 (Redaktion).
- Wolfgang Reichmann. Porträt eines grossen Schauspielers. Eine Dokumentation von Verena Naegele und Sibylle Ehrismann. Frauenfeld, Stuttgart 2010, ISBN 978-3-7193-1562-7.
- Die Beidlers. Im Schatten des Wagner-Clans. Rüffer & Rub, Zürich 2013, ISBN 978-3-907625-66-8 (mit Verena Naegele).